# Angela Strank
Angela Rosemary Emily Strank (outubro de 1952) é uma engenheira britânica. É cientista chefe da BP.
Em 2017 foi eleita fellow da Royal Academy of Engineering (FREng). Foi eleita membro da Royal Society em 2018 (FRS).